# Frühjahrsoffensive in Italien 1945
1940–1945: Luftangriffe auf Italien
1940: Angriff auf Tarent
1943: Operation Husky (Lehrgang) – Waffenstillstand von Cassibile – Invasion in Italien (Baytown, Avalanche, Slapstick) – Fall Achse – Schlacht um Ortona
1944: Schlachten am Monte Cassino – Operation Shingle – Gotenstellung – Schlacht von Monte Castello
1945: Frühjahrsoffensive
Die Frühjahrsoffensive in Italien 1945, Deckname Operation Grapeshot, war die von den Alliierten vom 9. April bis 2. Mai 1945 geführte Schlussoffensive, die mit der Teilkapitulation der deutschen Truppen in Italien und dem Zusammenbruch der faschistischen Sozialrepublik (RSI) endete.

## Vorgeschichte
Die Alliierten waren 1944 nach der Cassino-Schlacht im Mai und der Einnahme Roms am 4. Juni 1944 bis an die Gotenstellung vorgerückt. Damit wurde auch die bis dahin von der Wehrmacht praktizierte Taktik der hinhaltenden Verteidigung, mit der der Vormarsch der Alliierten verlangsamt werden sollte, aufgegeben und man richtete sich, wie vom Oberkommando der Wehrmacht (OKW) befohlen, auf die Verteidigung an der zur Hauptwiderstandslinie erklärten Gotenstellung ein.
Den Alliierten gelang es bereits zwischen Ende August und Anfang September 1944 die nördlich von Florenz vom Tyrrhenischen Meer bis zur Adria verlaufende deutsche Verteidigungslinie zu durchbrechen. Insbesondere der flache und leicht hügelige linke Verteidigungsabschnitt an der Adriaküste wurde von der britischen 8. Armee bis zum Ende des Jahres eingedrückt und musste mehrmals zurückgenommen werden. Im zentralen im toskanisch-emilianischen Apennin verlaufenden Bereich, gelang es der 5. US-Armee ebenfalls die deutschen Linien zu durchbrechen. Relativ ruhig blieb es dagegen an der tyrrhenischen Küste und der Frontverlauf blieb hier im Großen und Ganzen unverändert.

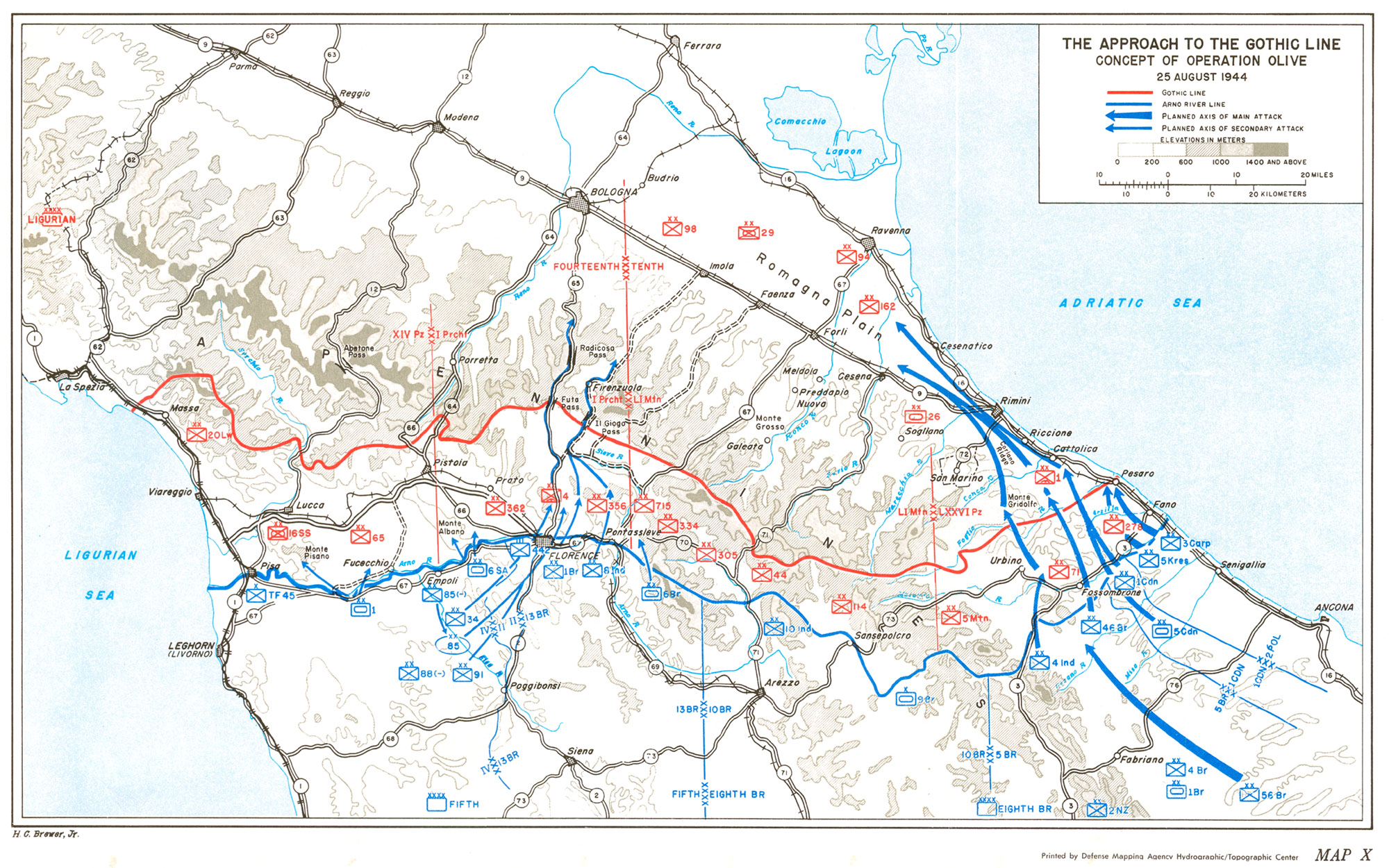
Stoßrichtungen der britischen 8. und 5. US-Armee auf die Gotenstellung im Spätsommer 1944

Ende 1944 stand die Front still. Die winterlichen Verhältnisse machten weitere größere offensive Aktionen der Alliierten unmöglich. Das von den Alliierten gesteckte Ziel, Bologna noch vor Weihnachten 1944 zu befreien, wurde nicht erreicht. Die britische 8. Armee konnte bis dahin den südöstlichen Rand der Po-Ebene zwischen Faenza-Ravenna und der Lagunenlandschaft Valli di Comacchio besetzen, Nachschubprobleme und die erschöpften Truppen verlangsamten aber den Angriff, der etwa 30 km vor Bologna endgültig zum Stehen kam. Auch auf dem toskanisch-emilianischen Apennin blieben die dort vorgehenden Verbände der 5. US-Armee stecken. Bis dahin hatten die Alliierten beim Angriff auf die Gotenstellung etwa 30.000 und die Deutschen und die Verbände der RSI etwa 50.000 Mann an Gefallenen, Verwundeten und Vermissten verloren.
Von der eigentlichen Gotenstellung lag Ende 1944 nur noch der westliche Bereich an der tyrrhenischen Küste in deutscher Hand. In Erwartung der Frühjahrsoffensive der Alliierten bauten die Deutschen ihre Verteidigungsstellungen entlang der im Dezember erreichten Frontlinie aus.:33–35

## Planung

### Alliierte
Mitte Dezember 1944 übernahm US-General Mark W. Clark vom Briten Harold Alexander das Kommando über die 15. Armeegruppe, nachdem Alexander zum neuen Chef des Hauptquartiers der Alliierten Streitkräfte im Mittelmeerraum (AFHQ) ernannt worden war. Knapp zwei Wochen später befahl Clark am 30. Dezember 1944, alle offensiven Aktionen vorerst einzustellen und in die Verteidigung überzugehen. Bis Anfang April 1945 blieb es daher, abgesehen von lokal begrenzten Aktionen, ruhig an der Front in Oberitalien. Auch wenn seit der Landung in der Normandie im Juni 1944 und der Landung in Südfrankreich im August 1944 der italienische Kriegsschauplatz nur noch eine zweitrangige Rolle in den Planungen der Westalliierten spielte, hielt man am Gedanken einer alles entscheidenden Schlussoffensive im nächsten Frühjahr fest. Die winterliche Pause wurde daher für die Planung und Vorbereitung genutzt. Anfang Januar 1945 stand bereits fest, dass die Offensive noch vor Mai zu beginnen sei.
Im Großen und Ganzen war der Angriffsplan Ende Januar 1945 ausgearbeitet. Clark hielt an einem zweigeteilten Angriff fest, wie er bereits von seinem Vorgänger Alexander 1944 beim Angriff auf die Gotenstellung ausgeführt worden war, da das Angriffsgelände nicht ausreichend Platz für den Aufmarsch von zwei Armeen und einen einzigen konzentrierten Angriff bot. Unklar war, wer den Hauptstoß des Angriffs führen sollte. Der Brite Richard McCreery war der Ansicht, dass diese Aufgabe der 8. Armee als zahlenmäßig stärkerem Verband zustehe, zumal auch das Angriffsgelände in der Po-Ebene wesentlich einfacher sei, als der gebirgige Bereich im Apennin, durch den der Vorstoß der 5. US-Armee geführt werden sollte. Clark zweifelte aber an der Offensivkraft der Briten und legte sich in dieser Frage zunächst nicht fest.:197–199
Zweifel an der Durchschlagskraft der eigenen Truppen wurden aber auch von anderer Seite genährt. So bereitete den Alliierten die Zuverlässigkeit des II. polnischen Korps Sorgen, nachdem auf der Konferenz von Jalta Anfang Februar 1945 trotz der Proteste der polnischen Exilregierung in London, mit der Curzon-Linie Teile Ostpolens der Sowjetunion zuerkannt worden waren. Etwa zur gleichen Zeit wurden außerdem das kanadische Korps und zwei britische Divisionen von Italien abgezogen und auf andere Kriegsschauplätze verlegt. Als Ersatz wurde die neu gebildete 10. US-Gebirgsdivision zugeführt, die sich später bei den Kämpfen im Apennin als besonders kampfstark erweisen sollte. Zwischen Januar und Februar waren auch vier der fünf gebildeten italienischen Kampfgruppen der Regierung Badoglio einsatzbereit. Die vermeintlich stärkste dieser Kampfgruppen, die sogenannte Folgore, wurde dem XIII. britischen Korps angeschlossen, während die anderen zunächst mit Sicherungsaufgaben betraut wurden.:412–413:210
Am 12. Februar stellte Clark seinen dreistufigen Angriffsplan vor. Dabei tauchten zum ersten Mal weiterreichende Operationsziele auf. Der Plan sah zunächst den Durchbruch durch die deutschen Linien in einer Zangenbewegung und den Aufbau eines Brückenkopfs nördlich von Bologna vor. Dabei sollte der Angriff der beiden Armeen zeitlich gestaffelt erfolgen, damit beim jeweiligen Angriffsbeginn die beiden Armeen auf die vollständige Luftunterstützung der alliierten Luftstreitkräfte zurückgreifen konnten. Im zweiten Schritt sollte anschließend der Po überschritten und der Marsch auf Verona fortgesetzt werden. Die dritte Stufe sah für die 5. Armee den Vorstoß über das Etschtal bis zum Brenner vor, während die 8. Armee in Richtung Nordostitalien und anschließend in das Donaubecken vorstoßen sollte. Auf Druck des Alliierten Oberkommandos musste Clark diesen Plan jedoch umändern. Der endgültige Angriffsplan wurde am 18. März vorgelegt. Vorrangiges Ziel war nun die Vernichtung der Heeresgruppe C südlich des Po und die anschließende Einnahme Veronas.:202–203:62
Kleinere offensive Unternehmen vor der eigentlichen Offensive sollten die deutsche Verteidigung prüfen, für bessere Ausgangspositionen sorgen und deutsche Truppen binden. Bereits am 8. Februar 1945 gingen in diesem Sinne US-Einheiten an der tyrrhenischen Küste in der Operation Fourth Term gegen Massa vor. Als Ablenkungsmanöver sollte zudem ein Landungsmanöver an der Adria vorgetäuscht werden. Ein von Field Marshal Alexander geplanter Angriff durch französische Truppen auf die in den Westalpen stehende 34. Infanterie- und die 5. Gebirgs-Division wurde wegen der ablehnenden Haltung der italienischen Regierung abgeblasen, die eine Besetzung italienischen Staatsgebiets im Grenzgebiet zu Frankreich durch französische Truppen ablehnte.:206–207

#### Britische 8. Armee

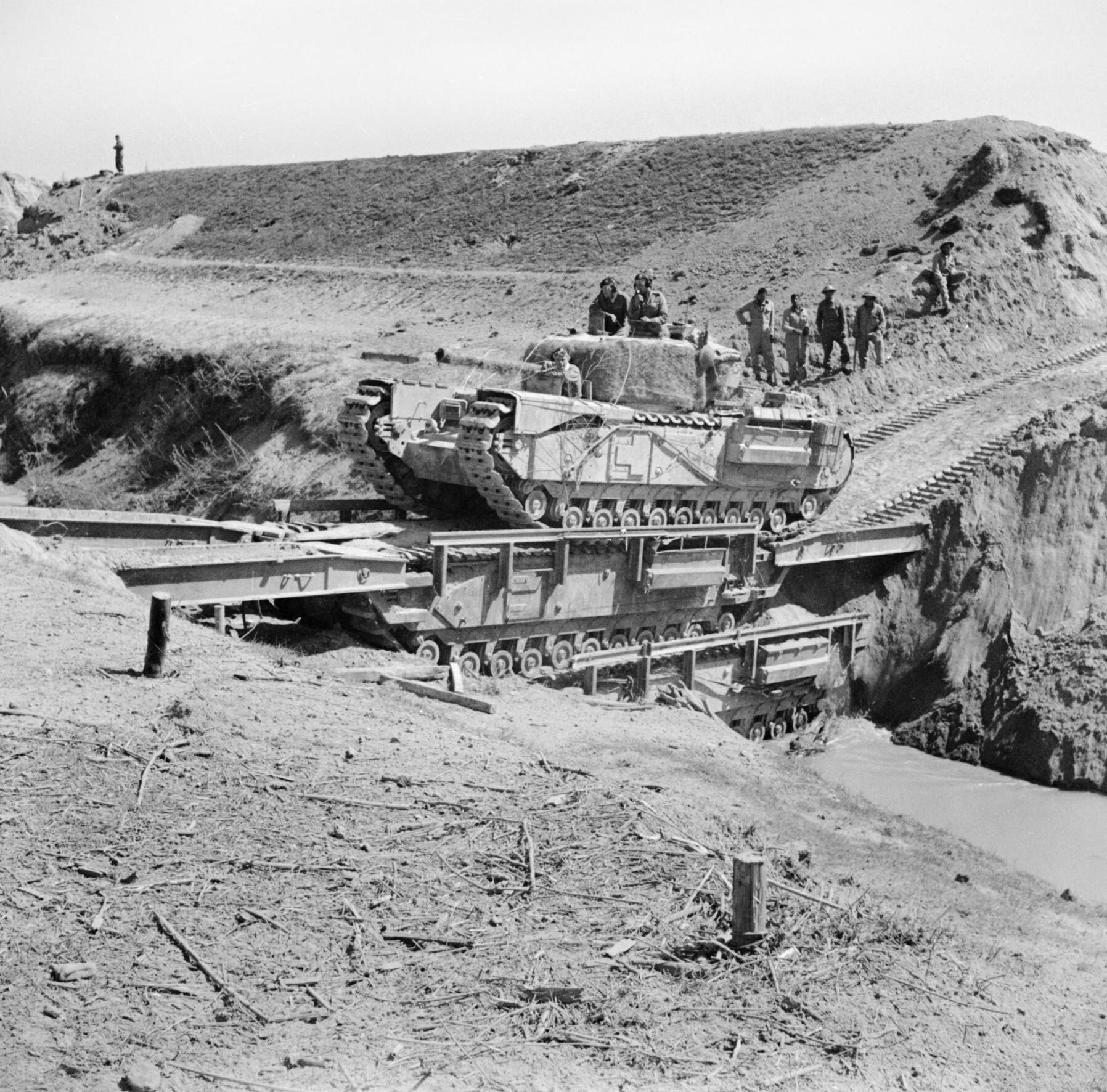
Britischer Panzer vom Typ Churchill beim Überschreiten des Senio am 10. April 1945

Für die 8. Armee boten sich drei potentielle Einbruchslinien. Im linken Angriffsbereich entlang der von den Deutschen bereits Ende 1944 stark verteidigten Via Emilia, nördlich davon im Raum Budrio – Massa Lombarda und am äußersten rechten Bereich an der Via Adriatica sowie zwischen Reno und der Lagune von Comacchio. Insbesondere der Vorstoß nördlich des Reno nach Argenta ermöglichte die Umgehung der südlich entlang der Reno-Zuflüsse errichteten deutschen Verteidigungslinien, beinhaltete aber auch einige Risiken. Der nur etwa zwei Kilometer breite und acht Kilometer tiefe Landstreifen, der von den Deutschen zum Teil noch überschwemmt worden war, war leicht zu verteidigen. Das Unternehmen konnte nur gelingen, wenn Argenta am nordwestlichen Ende des Streifens eingenommen wurde. Von Argenta aus, das hinter den Verteidigungslinien der Deutschen lag, stand für die Alliierten der ungehinderte Weiterweg bis zum Po offen. Der Bedeutung bewusst, wurde der Landstreifen von den Alliierten als Argenta gap (dt. Argenta Lücke) bezeichnet. Mit der Bereitstellung von 600 Fantails durch die US-Armee, mit denen die Truppen über die Lagune von Comacchio hinter die gegnerischen Linien transportiert werden sollten, waren die größten Zweifel aus dem Weg geräumt. Um ein freies Aufmarschgebiet für die Fantails zu haben, sollte in einer vorausgehenden Operation die schmale Landzunge besetzt werden, die die Adria von der Comacchiolagune trennt. Als entscheidend für einen erfolgreichen Ausgang wurde angesehen, dass die deutschen Reserven durch einen breitgefächerten Angriff der Armeegruppe zu binden seien, damit diese nicht nach Argenta verschoben werden konnten.:200

Argenta Gap 11.–18. April 1945

Nach dem Abzug der Kanadier und der beiden britischen Divisionen Anfang Februar 1945 sollte der Hauptstoß von der 5. Armee durchgeführt werden. Der 8. Armee kam jedoch die Aufgabe zu, die Offensive zu eröffnen. Nach Überschreiten der Flüsse Senio und Santerno durch das V. britische und II. polnische Korps sollte das V. Korps Richtung Norden drehen, die Renobrücke bei Bastia südöstlich von Argenta einnehmen und den Angriff gegen Argenta unterstützen, während die Polen sich weiter in Richtung Nordwesten auf Budrio zubewegen sollten. Je nach Ausgang der Kämpfe um die Argenta-Lücke sollte dann entschieden werden, ob Ferrara oder Budrio das vorrangige Ziel der 8. Armee sein sollte. In einem zweiten Schritt sollten die Fluchtwege der Wehrmacht abgeschnitten und die Übergänge über den Reno und den Po bei Ferrara und Bondeno besetzt sowie eine Verbindung mit der 5. Armee hergestellt werden. Bei einem erfolgreichen Abschluss der zweiten Angriffsphase sollte schließlich ein Brückenkopf über den Po errichtet werden und in einem dritten Schritt mit den verbleibenden Kräften Richtung Verona vorgestoßen werden.:203–204
McCreery gab den Angriffsplan für die 8. Armee am 3. April heraus. Laut Plan sollten das V. Korps und das II. polnische Korps gleichzeitig am Senio auf einer Frontlänge von 10 Kilometern zwischen Fusignano und Alfonsine angreifen und dann den Angriff gegen die deutsche Verteidigungslinie am Santerno zwischen Massa Lombarda und Mordano fortsetzen. Anschließend sollte das V. Korps in nördlicher Richtung auf die Reno-Brücke bei Bastia südlich von Argenta marschieren, während die Polen auf Budrio und Castel Pietro vorstoßen sollten. Falls das II. Korps zu langsam vorankommen sollte, sollte die neuseeländische 2. Infanterie-Division den Vormarsch unterstützen. Im südlich des II. polnischen Korps in den Ausläufern des Apennin liegenden Abschnitt sollten das aus Griechenland zurückgekehrte X. sowie das XIII. Korps aufmarschieren. Den beiden Korps kam die Aufgabe zu, die gegnerischen Truppen in diesem Abschnitt zu binden.:221–224
Insgesamt ging die britische 8. Armee mit etwa 633.000 Mann zum Angriff über. Dem angreifenden V. Korps mit der indischen 8. und neuseeländischen 2. Infanterie-Division standen fast 680 Geschütze sowie zahlreiche Flammenwerfer-Panzer vom Modell Churchill Crocodile zur Verfügung. Das von Zygmunt Bohusz-Szyszko befehligte II. polnische Korps konnte auf fast 340 Geschütze zurückgreifen, so dass auf den 10 Kilometern Angriffsfront am Senio über 1000 Geschütze bereit standen.:224–228

#### 5. US-Armee

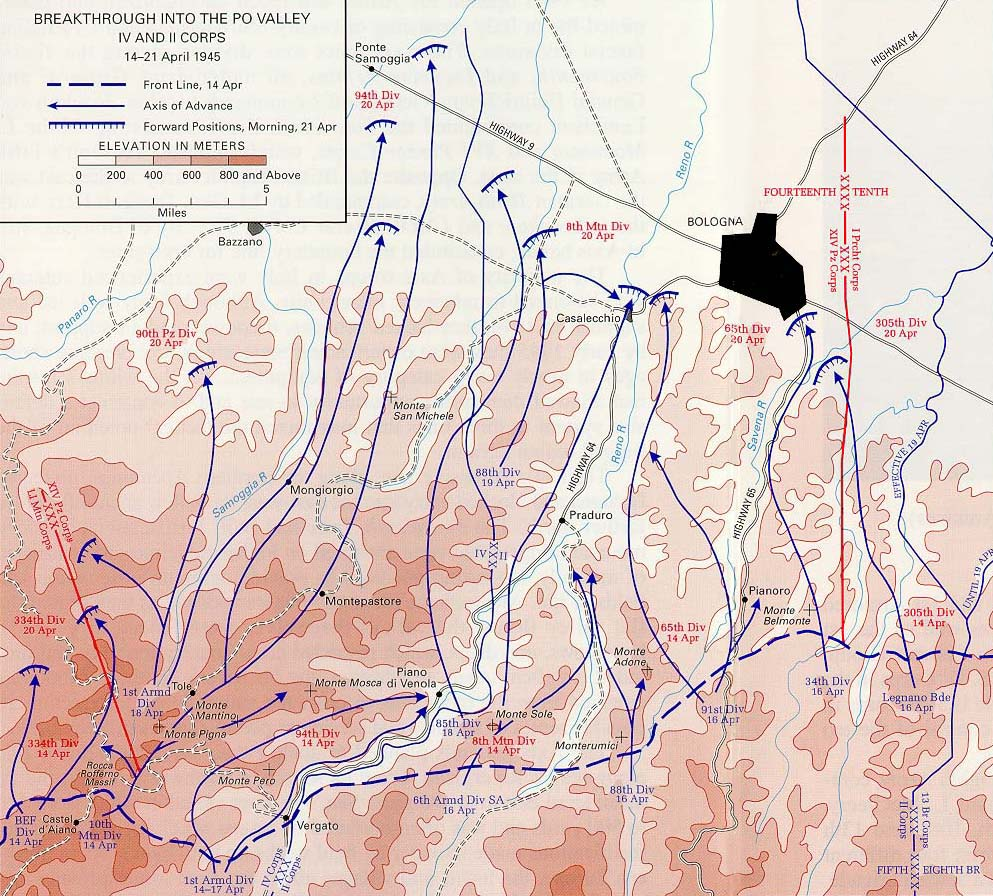
Vorstoß des IV. US-Korps südlich von Bologna

Bei der 5. US-Armee wurden bei der Planung einige Schwachpunkte angegangen, die bei der vorhergehenden Offensive an der Gotenstellung im Bereich der 5. Armee aufgetreten waren. So sollte der Hauptstoß nicht entlang der Futapass-Straße SS 65 erfolgen, an der der Vorstoß Ende 1944 von den Deutschen aufgehalten worden war, sondern der längere und schwierigere Weg entlang der westlich des Reno-Tals und der SS 64 verlaufenden Bergketten gewählt werden. Um sich bessere Ausgangspositionen zu verschaffen, besetzte die 10. US-Gebirgsdivision zwischen dem 18. Februar und 5. März 1945 die Anhöhen westlich des Reno. Der Beginn der Offensive bei der 5. Armee war zwei Tage nach dem der 8. Armee angesetzt. Mit der zeitlichen Staffelung sollten die alliierten Luftstreitkräfte zur Gänze den jeweiligen Angriff unterstützen.:415–421
General Lucian K. Truscott gab den Angriffsbefehl für die 5. Armee am 1. April bekannt. Das von Willis D. Crittenberger geführte IV. Korps sollte die Offensive mit einem Vorstoß westlich der SS 64 einleiten. An der rechten Flanke sollte das IV. vom II. Korps unter Geoffrey Keyes abgesichert werden. Mit diesem Vorstoß hoffte man die Deutschen von der SS 65 wegzulocken, so dass die Futapass-Straße für den Vormarsch des II. Korps frei werde. Nach der Einnahme von Sasso Marconi im Reno-Tal sollte der Angriffsschwerpunkt westwärts verlegt werden und die zwei Korps Seite an Seite an Bologna vorbeiziehen. Im Detail sah der mehrstufige Angriffsplan vor, dass im ersten Schritt das IV. Korps zwischen dem Samoggia- und dem Reno-Tal vorgehen sollte. Der 1. US-Panzer-Division kam dabei die Aufgabe zu, über die SS 64 und westlich des Reno-Ufers anzugreifen, während die 10. US-Gebirgs-Division auf dem zwischen den beiden Tälern trennenden Bergrücken vorzustoßen habe. Für die Absicherung der beiden Flanken waren westlich das Brasilianische Expeditionskorps und östlich die italienische Kampfgruppe Legnano zugewiesen.:228–229
In einer zweiten Phase sollte das II. Korps parallel zum IV. Korps angreifen und in Richtung Monte Sole und Monte Adone beiderseits des Setta-Tals vorrücken. Nach dem Erreichen der Po-Ebene sah der Angriffsplan vor, dass die Panzerverbände in aller Eile weiter Richtung Norden vorstoßen sollten. Der 1. US-Panzer-Division wurde auferlegt, sich Richtung Modena zu bewegen, während die südafrikanische 6. Panzer-Division Richtung Bondeno am Fluss Panaro südlich des Po marschieren sollte, um sich mit der britischen 8. Armee zu vereinigen und die Umschließung Bolognas abzuschließen. Auf eine Artillerievorbereitung vor der Offensive wurde verzichtet, um den Überraschungseffekt nicht zu verlieren. Allerdings sollte der Angriff durch massive Luftschläge, wie bei der 8. Armee unterstützt werden. Für den Angriff standen der 5. Armee etwa 267.000 Mann zur Verfügung.:229–230

### Deutsche Gegenmaßnahmen
Bis März 1945 ging die Abteilung Fremde Heere West im OKW von einer anstehenden kleineren Offensivaktion der Alliierten in Norditalien aus. Die Bewertung beruhte auf den zahlreichen Truppenabgängen, die man seit Einstellen der Offensive im Dezember 1944 beobachtet hatte. Dem widersprach am 13. März 1945 der Chef des Generalstabes der Heeresgruppe C General der Panzertruppe Hans Röttiger, blieb aber ungehört. Am 22. März befahl das OKW den Abzug von 6000 Fallschirmjägern, die aus der 1. und 4. Fallschirmjäger-Division für die Bildung zweier neuer Divisionen abgezogen wurden. Trotz der Haltung des OKW bereitete sich die Heeresgruppe C auf einen Angriff der Alliierten für Anfang April vor.:231–232
Generaloberst Heinrich von Vietinghoff, der am 10. März 1945 den Oberbefehl über die Heeresgruppe C von Generalfeldmarschall Albert Kesselring übernommen hatte, konzentrierte seine stärksten Einheiten in der Po-Ebene rund um Bologna, da er hier den Hauptstoß der motorisierten alliierten Verbände erwartete. Südöstlich von Bologna bildeten eine Reihe vom Apennin abfließender Flussläufe natürliche Hindernisse, die von der deutschen Heeresleitung als Verteidigungslinien ausgebaut wurden. Von Ost nach West waren dies die Irmgardstellung am Senio, die Laurastellung am Santero, die Paulastellung am Sillaro, die Annastellung am Gaiana sowie die Dschingis Khan-Stellung am Idice. Weitere natürliche Hindernisse waren die nördlichen Ausläufer des Apennin zwischen Faenza und Modena sowie die Lagune von Comacchio. Von der Organisation Todt waren bereits vorher das Po- und Etschufer für die Verteidigung ausgebaut worden. Dahinter lag die sogenannte Voralpenstellung, auch als Blaue Linie bezeichnet, die von der Schweizer Grenze über den Gardasee im Westen bis zum Isonzo im Osten führte, aber nur abschnittsweise fertiggestellt war.

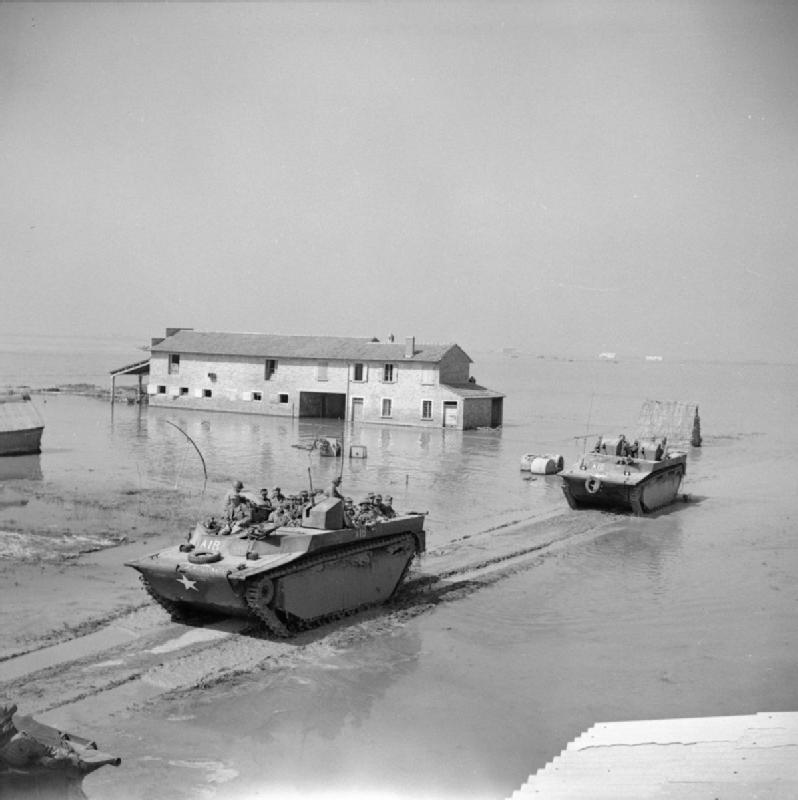
Den Briten zur Verfügung gestellte Fantails der US-Army beim Abtransport deutscher Kriegsgefangener in dem von den Deutschen überschwemmten Hinterland der Lagune von Comacchio (11. April 1945)

Weitere Verteidigungslinien waren entlang der Adriaküste errichtet worden, mit denen eventuelle Landungsversuche der Alliierten abgefangen werden sollten. Der zwischen Po und dem Fluss Reno gelegene Landstrich südöstlich von Argenta wurde in weiten Teilen durch Sprengung der Dämme geflutet. Im März verbesserte sich das Wetter, es wurde sonniger und trockener. Die Pegel der Flüsse sanken und machten ein Überschreiten durch die Infanterie möglich, auch wenn die von den Deutschen angelegten Minenfelder an den Ufern und die in den Böschungen errichteten MG-Nester nach wie vor ein ernsthaftes Hindernis darstellten.:36–39
Die Kampfkraft bei den Achsenmächten war durch die schlechte Versorgungslage stark eingeschränkt und verschlechterte sich im Laufe des Frühjahrs weiter. Insbesondere machte sich der Kraftstoff- und Fahrzeugmangel sowie die fehlende Luftunterstützung bemerkbar, aber auch die Bestände an Vorräten insbesondere an Artilleriemunition erregten Besorgnis. Durch strikte Sparmaßnahmen konnte die Einsatzbereitschaft einigermaßen aufrechterhalten werden, allerdings schränkte die tagsüber fast ständige Präsenz der alliierten Luftstreitkräfte die Mobilität stark ein. Truppenbewegungen waren nur nachts oder bei schlechten Wetterbedingungen möglich. Am 6. März teilte der OB Südwest dem OKW mit, dass die Vorräte unter einen akzeptablen Stand gerutscht seien.:232–233, 236
Die Iststärke der Truppen war zwar nach der winterlichen Kampfpause wieder etwas aufgebessert worden, erreichte aber bei weitem nicht die der Alliierten. Zumal die Truppen durch Ausgekämmte, Genesende oder aus dem Krankenstand gestrichene Soldaten „aufgefrischt“ worden waren. Nur die 8. Gebirgs-Division (Anfang 1945 noch als 157. Gebirgsdivision bezeichnet) besaß Anfang 1945 einen Iststand von mehr als 3000 Frontsoldaten. Die anderen Divisionen hatten eine Kampfstärke von 1000 bis 2500 Mann und damit etwa ein bis zwei Drittel weniger als die der Alliierten.:49
Während des Winters waren außerdem mehrere Divisionen aus Italien abgezogen und an andere Kriegsschauplätze verlegt worden. Die 710. Infanterie-Division sogar noch Anfang April, als sich die Offensivabsichten der Alliierten bereits abzuzeichnen begannen. Der 10. und 14. Armee standen jeweils acht Divisionen zur Verfügung, dazu kamen noch zwei weitere Divisionen, die im Hinterland zum Schutz vor Partisanen abgestellt waren, sowie vier italienische Divisionen der RSI. Die Reserve der Heeresgruppe beschränkte sich auf die 29. und 90. Panzergrenadier-Division sowie auf die erst in der Aufstellung befindliche 155. Infanterie-Division. Wobei die 29. Panzergrenadier-Division am 22. März zunächst an die obere Adriaküste bei Venedig verlegt worden war, da man einen Landungsversuch der Alliierten nördlich des Po befürchtete, um später am 5. April während der Operation Second Wind der Alliierten zwei Bataillone an die tyrrhenische Küste abzugeben.:60 Mit Küstenschutzaufgaben war die 155. Infanterie-Division betraut worden, die erst Anfang Februar 1945 aus der Umbenennung der 155. Feldausbildungs-Division aufgestellt worden war und deren Aufstellung noch nicht abgeschlossen war. Die Heeresgruppe C verfügte über 349.000 Mann, außerdem waren ihr 45.000 italienische Soldaten der RSI unterstellt. Im Hinterland standen zudem 91.000 Mann, die sich aus Polizei- und Sicherheitskräften sowie Flaktruppen rekrutierten sowie 100.000 italienische Polizisten. An Artillerie konnte die Heeresgruppe etwas mehr als 1.400 Geschütze aufbieten, die Zahl der einsatzbereiten Panzer lag bei 260.:233–236
Sorgen bereitete auch die zunehmende Verschlechterung der Deutsch-Italienischen Beziehungen. Am 27. März erhielt Vietinghoff von Jodl die Anweisung, Vorsicht beim Umgang mit italienischen Offizieren, Personen des öffentlichen Lebens und Truppeneinheiten der RSI walten zu lassen. Die offensichtlichen Auflösungserscheinungen der Italienischen Sozialrepublik stärkte zudem die Resistenza und trug zu deren offenem Widerstand gegen die deutsche Besatzung bei.:237
Trotz der Unterlegenheit hatte Hitler in einem Erlass vom 22. Februar 1945 jeden Rückzug verboten. Damit wurde der von der Heeresgruppe C ausgearbeitete Plan eines organisierten Rückzuges über den Po in die sogenannte Alpenfestung, Deckname Unternehmen Herbstnebel, hinfällig. Auch eine vom kommandierenden General der 10. Armee Traugott Herr am 6. April vorgeschlagene Rücknahme der vordersten Linie am Senio unter dem Schutz des eigenen Sperrfeuers wurde vom OKW abgelehnt.:60
Herr hatte bereits vorher im Widerspruch zu den Vorgaben des OKW die Hauptverteidigungslinie entlang des Santerno außerhalb der Reichweite der Artillerie der Alliierten aufbauen und am Senio lediglich Vorpostenstellungen errichten lassen. Damit entzog er zwar den Großteil seiner Truppen dem Beschuss der gegnerischen Artillerie, unterschätzte aber die Stärke der im Mittelmeerraum stationierten Luftstreitkräfte der Alliierten, die aufgrund des Vormarsches der Roten Armee an der Ostfront und ihrer dort wegfallenden Angriffsziele nun zur Unterstützung der Offensive zur Verfügung standen.:422–423

### Resistenza
Die Meinung zum Einsatz der Resistenza im Italienfeldzug begann sich bei Teilen der Alliierten Anfang 1945 zu ändern. Bis Ende 1944 wurde der italienische Widerstand hinter den deutschen Linien ohne Bedenken von den beiden militärischen Nachrichtendiensten, dem US-amerikanischen Office of Strategic Services (OSS) und dem britischen Special Operations Executive (SOE), mit Waffen und Ausrüstung versorgt. Dem von Field Marshal Alexander geleiteten Hauptquartier der Alliierten Streitkräfte im Mittelmeerraum (AFHQ) gelang es zwar nicht, die Arbeit der beiden miteinander konkurrierenden Geheimdienste zu koordinieren und eine einheitliche Linie zu verfolgen, unterstützte aber die militärische Operationen der Partisanen, die insbesondere die deutschen Nachrichtenverbindungen unterbrechen sollten.

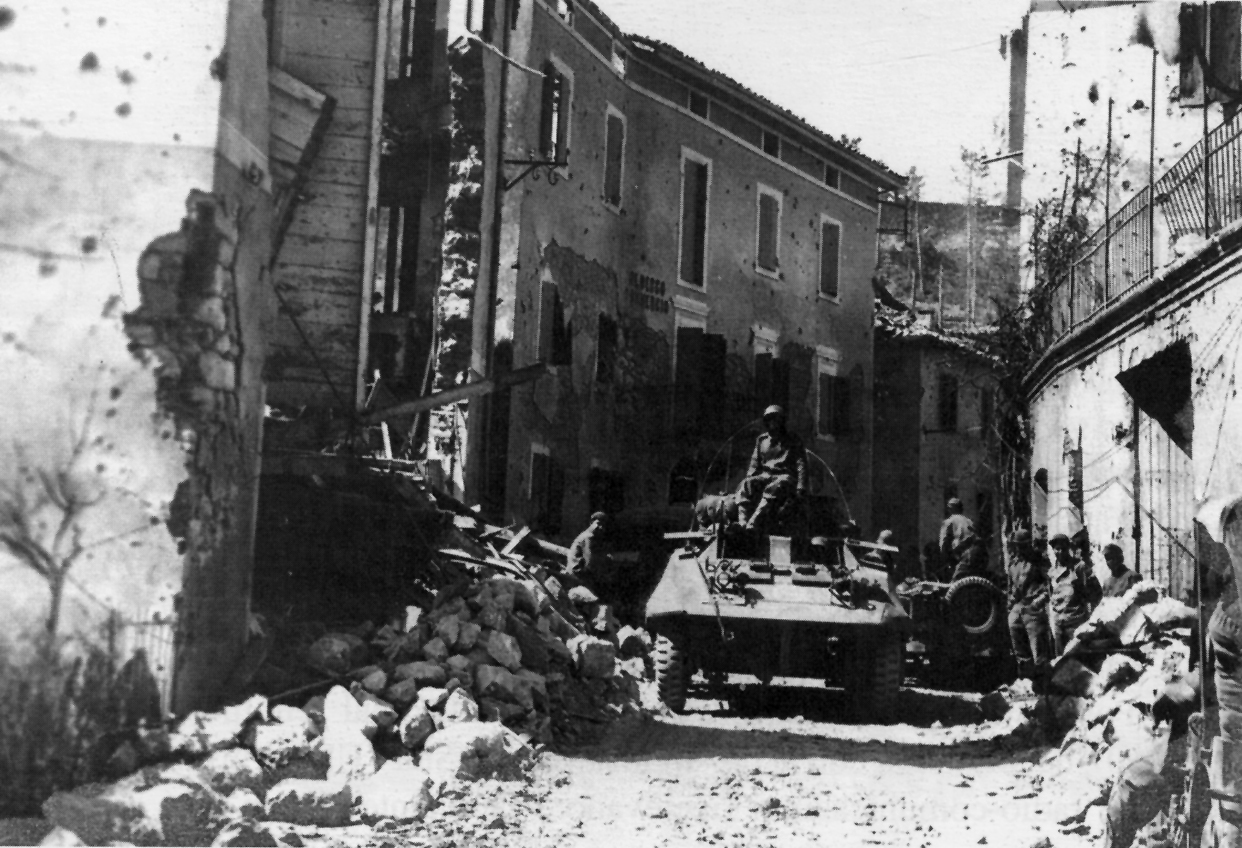
Soldaten des brasilianischen Expeditionskorps in Montese (April 1945)

Anfang Januar 1945, als die ersten Planungen für die Frühjahrsoffensive liefen, stellte man sich im AFHQ die Frage, inwieweit ein Anwachsen der Resistenza im Norden im Hinblick auf das sich abzeichnende Kriegsende für die Nachkriegsordnung und die -sicherheit nicht kontraproduktiv sei. Zugleich zweifelte man an der militärischen Effizienz der Partisanenverbände. Die Gefahr, dass die kommunistischen Widerstandsgruppen, wie in Griechenland mit der griechischen Volksbefreiungsarmee, versuchen würden, die Macht an sich zu reißen, sah man eher als gering an, auch wenn einige Partisanengruppen nur noch schwer oder gar nicht mehr von den Alliierten kontrolliert werden konnten.:201–206
Am 4. Februar 1945 verabschiedete das AFHQ einen Erlass, mit dem die Aufgaben der Resistenza und deren Unterstützung durch die Alliierten neu definiert wurden. Danach sollte der Widerstand nur noch für organisierte Sabotageakte genutzt werden. Mit Waffen und Ausrüstung wurden nur noch die Gruppen versorgt, die bei der Offensive nützlich werden konnten, während das Komitee der nationalen Befreiung für Oberitalien (CNLAI) mit dem Aufrechterhalten von Recht und Ordnung in der Nachkriegszeit betraut werden sollte. Für die bereits in Reihen der 5. und 8. Armee kämpfenden Partisaneneinheiten, die Brigade Maiella und die 36. Brigade Garibaldi, wurde Anfang März 1945 vereinbart, dass diese in einer Stärke von 500 Mann für Spionage- und Aufklärungsaufträge eingesetzt werden sollten.:210–211
Der Versuch des AFHQ diese Politik gegenüber der Resistenza durchzusetzen, scheiterte jedoch an jenen Organen, welche die Anordnungen umsetzen sollten, insbesondere an dem von US-General Clark geführten 15. Armeekorps und dem US-amerikanischen Nachrichtendienst OSS, die die Lieferung von Waffen an die Resistenza sogar noch erhöhten. Von US-amerikanischer Seite sah man in dem Erlass den Versuch der Briten, eventuelle Einflusssphären in der Nachkriegszeit abzustecken und dies mit der Bekämpfung einer vermeintlichen kommunistischen Gefahr zu verschleiern.:213
Am 17. April, eine Woche vor dem Aufruf der Resistenza zum allgemeinen Aufstand, wurde der Erlass vom 4. Februar vom AFHQ umgeändert und die Einschränkungen für die im Apennin kämpfenden Resistenzaformationen und für jene mit Missionen hinter den feindlichen Linien agierenden Gruppen wieder aufgehoben. Ausgesetzt wurden ebenfalls die Beschränkungen für den Abwurf von nicht militärischem Material für alle anderen Gebiete. Ebenso konnten Waffen als Ersatz für verloren gegangene oder zerstörte Waffen geliefert werden. Bis zu diesem Zeitpunkt hatten die Alliierten bereits 6000 t Material für den italienischen Widerstand hinter den deutschen Linien abgeworfen.:219–220
Der militärische Beitrag der Resistenza während der Frühjahrsoffensive war begrenzt und beschränkte sich meist auf punktuelle Angriffe auf deutsche Einheiten oder Einrichtungen hinter der Front, die vielfach unter Anleitung alliierter Verbindungsoffiziere ausgeführt wurden. Aufgrund des schnellen Vormarsches der Alliierten und dem zugleich raschen Rückzug der Wehrmacht kam es zu keinen größeren Kampfhandlungen mit dem italienischen Widerstand. Die Resistenza verhinderte aber zum Großteil, dass die Deutschen die Taktik der Verbrannten Erde anwenden konnten. In den Augen der Alliierten lag der bedeutendste Beitrag des Widerstands in der schnellen Befriedung der Städte, so dass die Alliierten nicht genötigt waren, größere Truppenkontingente für Sicherungsaufgaben abzustellen und stattdessen den Vormarsch schnell fortsetzen konnten. Zu den besonders erwähnenswerten Leistungen der Resistenza gehörte die friedliche Befreiung der etwa von 9000 deutschen Soldaten gehaltenen Hafenstadt Genua, bei der das örtliche CLN mit dem Stadtkommandanten Günther Meinhold die Kapitulation der deutschen Besatzungstruppen am 26. April 1945 zwei Tage vor Eintreffen der Alliierten aushandelte.:225–228

### Beteiligte Verbände

#### Alliierte

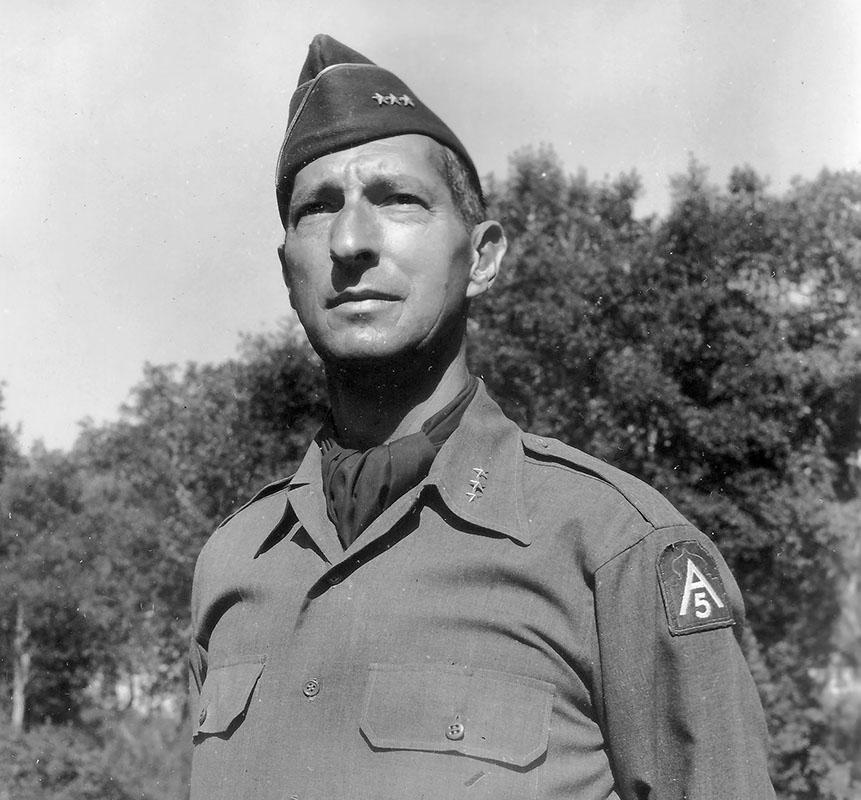
US-General Mark W. Clark

- 15th Army Group (General Mark W. Clark)[6]
  - 8th British Army (General Richard McCreery)
    - V British Corps (Generalleutnant Charles Keightley)
      - 2nd New Zealand Division
      - 8th Indian Infantry Division
      - 56th British Infantry Division
      - 78th British Infantry Division
      - italienische Kampfgruppe Cremona
      - 2nd Commando Brigade
      - 2nd Armoured Brigade
      - 9th Armoured Brigade
      - 21st Tank Brigade

    - II. Polish Corps (Divisionär Zygmunt Bohusz-Szyszko)
      - 3rd Carpathian Division
      - 5th Kresowa Division
      - 2nd Polish Armoured Brigade
      - 7th British Armoured Brigade
      - 43rd Indian Lorried Infantry Brigade

    - X British Corps (Generalleutnant John Hawkesworth)
      - Jewish Infantry Brigade Group
      - italienische Kampfgruppe Friuli

    - XIII British Korps (Generalleutnant John Harding)
      - 10th Indian Infantry Division
      - italienische Kampfgruppe Folgore

    - Armeereserve:
      - 6th British Armoured Division
      - 2nd British Parachute Brigade

  - 5th US Army (General Lucian K. Truscott)
    - unter direktem Kommando der Armee:
      - 85th Infantry Division
      - 92nd Infantry Division

    - II US Corps (Generalleutnant Geoffrey Keyes)
      - 6th South African Armoured Division
      - 34th Infantry Division
      - 88th Infantry Division
      - 91st Infantry Division
      - italienische Kampfgruppe Legnano

    - IV US Corps (Generalleutnant Willis D. Crittenberger)
      - 1st Armored Division
      - Força Expedicionária Brasileira
      - 10th Mountain Division
      - 365th, 371st Regimental Combat Team (von der 92nd Infantry Division)

#### Achsenmächte

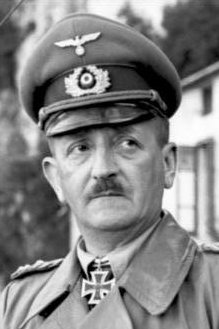
Generaloberst Heinrich von Vietinghoff

Heeresgruppe C (Generaloberst Heinrich von Vietinghoff)
- 10. Armee (General der Panzertruppe Traugott Herr)
  - I. Fallschirmkorps (General der Fallschirmtruppe Richard Heidrich)
    - 1. Fallschirmjäger-Division
    - 4. Fallschirmjäger-Division,
    - 26. Panzer-Division
    - 278. Volksgrenadier-Division
    - 305. Infanterie-Division
    - Sturmgeschütz-Brigade 210

  - LXXVI. Panzerkorps (General der Panzertruppe Gerhard Graf von Schwerin)
    - 42. Jäger-Division
    - 98. Volksgrenadier-Division
    - 162. (Turk.) Infanterie-Division,
    - 362. Infanterie-Division
    - Schwere Panzer-Abteilung 504
    - Schwere Panzerjäger-Abteilung 525
    - Sturmgeschütz-Brigade 242
- 14. Armee (General der Panzertruppe Joachim Lemelsen)
  - LI. Gebirgs-Armeekorps (General der Artillerie Friedrich Wilhelm Hauck)
    - 114. Jäger-Division
    - 148. Infanterie-Division
    - 232. Infanterie-Division
    - 334. Infanterie-Division
    - 1. italienische Bersaglieri-Division „Italia“
    - 4. italienische Gebirgs-Division „Monte Rosa“
    - Sturmgeschütz-Brigade 914

  - XIV. Panzerkorps (General der Panzertruppe Fridolin von Senger und Etterlin)
    - 8. Gebirgs-Division
    - 65. Infanterie-Division
    - 94. Infanterie-Division
    - Sturmpanzer-Abteilung 216
    - Sturmgeschütz-Brigade 907
- Armeegruppe Ligurien (Maresciallo d’Italia Rodolfo Graziani)
  - LXXV. Korps (General der Gebirgstruppe Hans Schlemmer)
    - 5. Gebirgs-Division
    - 34. Infanterie-Division
    - 2. italienische Granatieri-Division „Littorio“

  - Generalkommando Lombardia (General der Artillerie Curt Jahn)
    - Festungs-Brigade 134
    - 3. italienische Marineinfanterie-Division „San Marco“
- SS-Verbände (SS-Obergruppenführer Karl Wolff)
  - 24. Waffen-Gebirgs-(Karstjäger-)Division der SS
  - 29. Waffen-Grenadier-Division der SS (italienische Nr. 1)

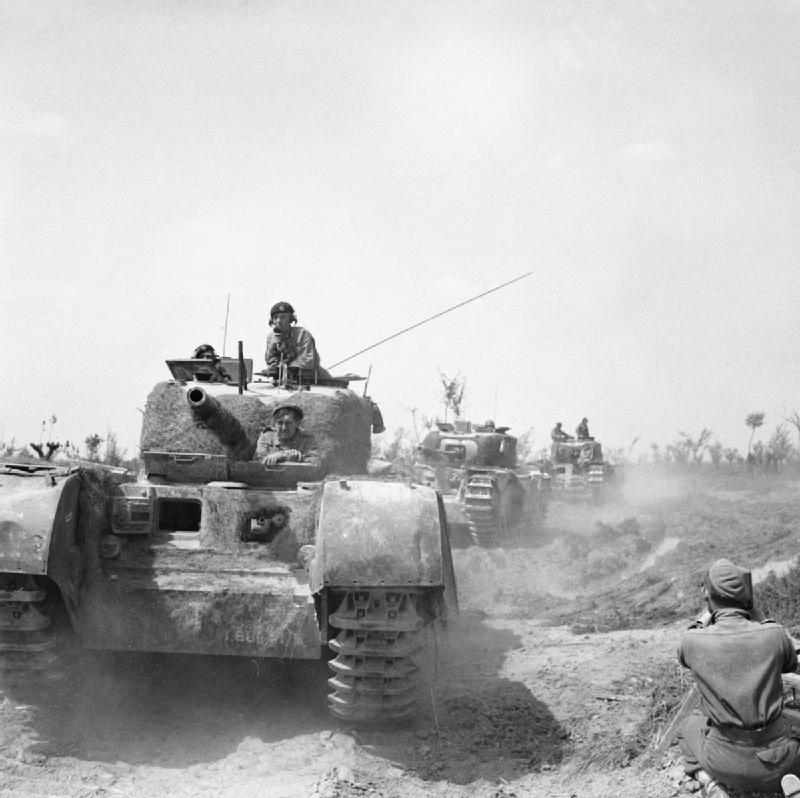
Churchill-Panzer der 56. britischen Infanterie-Division bei Argenta (17. April 1945)

- Heeresgruppen Reserve
  - 29. Panzergrenadier-Division
  - 90. Panzergrenadier-Division
  - 155. Infanterie-Division

## Verlauf

### Operation Roast
Am 1. April 1945 begann mit dem Aufmarsch zur Operation Roast das einleitende Unternehmen für die Frühjahrsoffensive. Ziel des räumlich begrenzten Angriffs der britischen 8. Armee war die Besetzung des von den Briten als Split bezeichneten schmalen Küstenstreifens zwischen der Adria und der Lagune von Comacchio. Als Ablenkungsmanöver sollte eine Landungsoperation nördlich von Porto Garibaldi vorgetäuscht werden. Mit Hilfe von mehreren Fantails, zum Teil behindert durch den niedrigen Wasserstand, gelangte die 2. Kommando Brigade in die Ausgangsstellungen, bevor nach vorbereitenden Artilleriefeuer aus 150 Geschützen in den Morgenstunden des 2. April zum Angriff auf den Einheiten der 162. (Turk.) Infanterie-Division und 42. Jäger-Division verteidigten Abschnitts geblasen wurde. Am Abend war etwa die Hälfte des Küstenstreifens von den Alliierten besetzt. Am nächsten Tag gelang es bis südlich von Porto Garibaldi vorzustoßen, bevor der Angriff von den Deutschen aufgehalten werden konnte, die in der Zwischenzeit zur Verstärkung Teile der 29. Panzergrenadier-Division herangezogen hatten. Am Abend des 3. April wurde die erfolgreich verlaufene Operation Roast für beendet erklärt.:84–93

### Operation Fry und Second Wind
In den folgenden Tagen besetzten Truppen des Special Boat Service in der Operation Fry mehrere kleine Inseln in der Lagune von Comacchio, die von den Deutschen vorher geräumt worden waren. Ein erneuter Versuch den Ort Porto Garibaldi südöstlich von Comacchio am 5. April einzunehmen, scheiterte trotz unterstützender Luftangriffe am deutschen Abwehrfeuer. Am gleichen Tag griff die 92. US-Infanterie-Division an der tyrrhenischen Küste als Ablenkungsmanöver, in der Operation Second Wind, die Städte Massa und Carrara an, woraufhin Vietinghoff Teile seiner als Reserve dienenden 29. Panzergrenadier-Division dorthin verlegte.

### Operation Lever

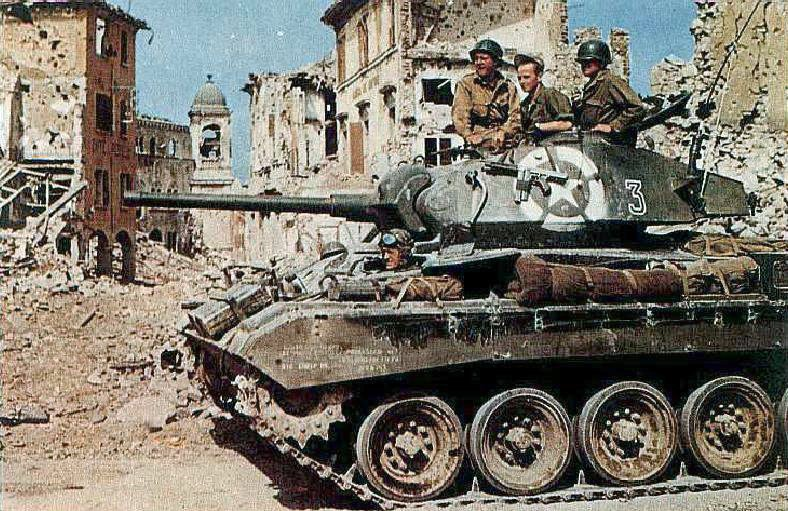
M24 Chaffee der 1. US-Panzer-Division in Vergato (14. April 1945)

Am 6. April setzten Einheiten der britischen 56. Infanterie-Division in der Operation Lever zum Angriff auf den zwischen Reno und Comacchio-Lagune liegenden Landstreifen. Aufgrund des heftigen Widerstandes der 42. Jäger-Division gelangen erst am Abend kleinere Geländegewinne. Ein zur gleichen Zeit vorgetragener Angriff gegen Comacchio wurde dagegen von den republikanisch-italienischen Truppen der Xª MAS abgewiesen. Am 7. April wurde das Unternehmen trotz zeitweiligen deutschen Sperrfeuers fortgeführt, ein erneuter Angriff auf Comacchio wurde abermals, so wie auch am folgenden Tag von der Xª MAS und der 162. (Turk.) Infanterie-Division abgewiesen.:96–109

### Beginn der Operation Buckland
Am 8. April begann der Aufmarsch der britischen 8. Armee für den Angriff auf die deutsche Irmgardlinie am Fluss Senio, Deckname Operation Buckland. Währenddessen wurde die Operation Lever ausgesetzt. Verteidigt wurde der Abschnitt am Senio von der 98. Infanterie-Division, die von der schweren Panzer-Abteilung 504 unterstützt wurde.
Am frühen Nachmittag des 9. April 1945 begannen alliierte Bomberverbände mit 825 schweren und 234 mittleren Bombern sowie 740 Jagdbombern, die deutschen Verteidigungsstellungen am Senio anzugreifen, dabei hatte das polnische II. Korps durch Eigenbeschuss 160 Ausfälle zu beklagen. Anschließend setzte ein vierstündiges Artilleriefeuer mit über 1200 Geschützen auf das Senioufer und den dahinter liegenden Bereich ein. Am Abend machte sich die neuseeländische 2. und indische 8. Infanterie-Division bereit. Flammenwerfer-Panzer rückten vor und nahmen die deutschen Bunker am Senio unter Feuer. Als die Infanterie über den Senio übersetzte, war die deutsche Verteidigung so gut wie ausgeschaltet. Noch vor Mitternacht befanden sich zwei Bataillone der Neuseeländer auf der anderen Flussseite, während die Inder einen etwa einen Kilometer tiefen Brückenkopf bei Lugo eingerichtet hatten. Bei der 98. Infanterie-Division waren nach dem ersten Tag der Offensive bereits vier von insgesamt sieben Bataillonen aufgerieben.:122–127

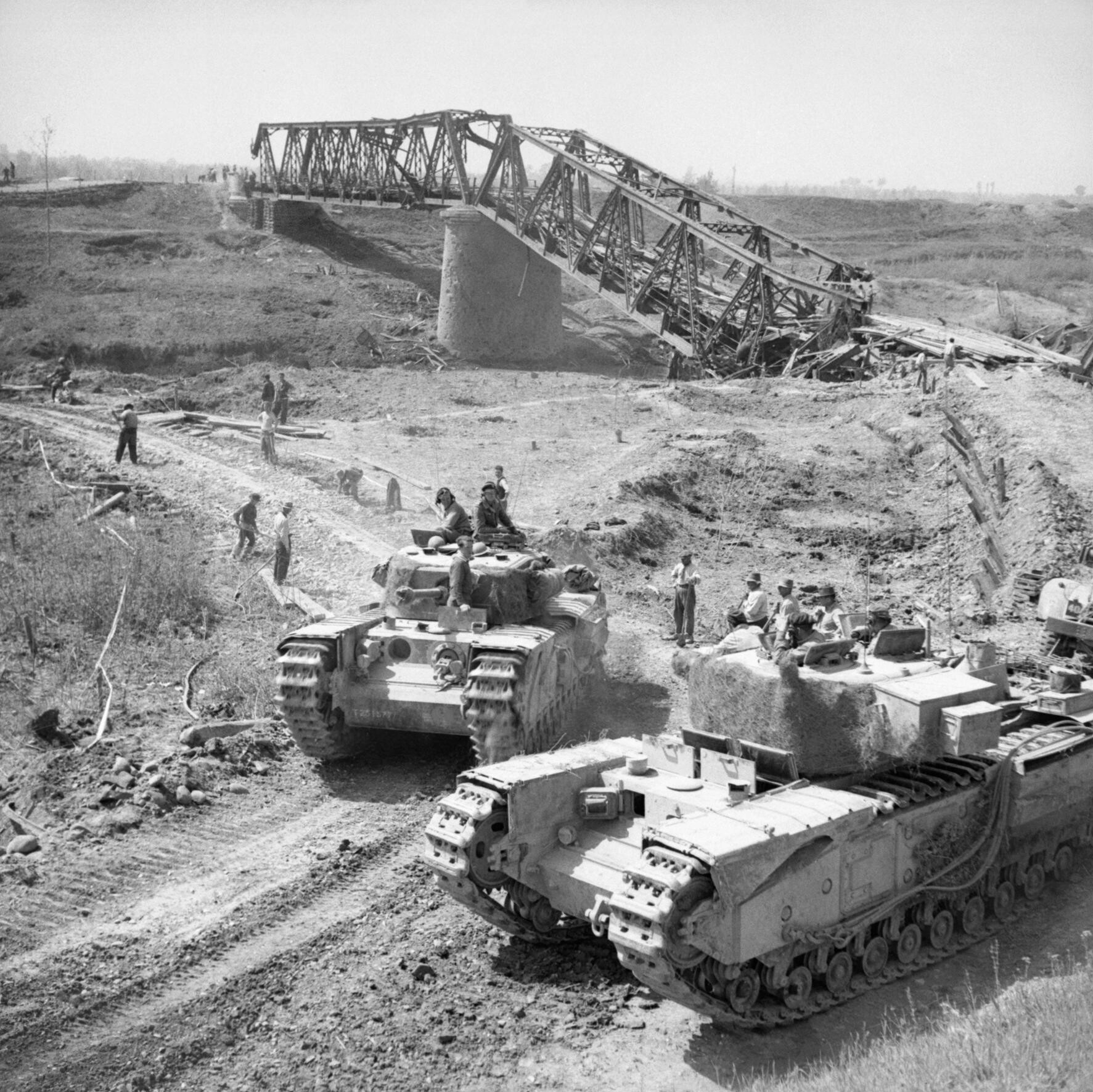
Churchill-Panzer bei der Reno-Brücke bei Bastia (18. April 1945)

Weniger erfolgreich waren die Polen am linken Angriffsabschnitt. Der Eigenbeschuss und der heftige Widerstand der 26. Panzer-Division hatten den Vormarsch aufgehalten, so dass die polnischen Truppen nach dem ersten Angriffstag noch am rechten Flussufer lagen.
Am 10. April marschierte am nördlichen Angriffsflügel der 8. Armee die britische 56. Infanterie-Division am Comacchio-See für die Operation Impact Plan auf, der Landung am südöstlich von Argenta zwischen dem Fluss Reno und Comacchio-Lagune gelegenen Landstreifen. Währenddessen veranlassten der Einbruch bei Lugo und die erheblichen Verluste bei der 98. Infanterie-Division die Wehrmacht, die Front auf die Laurastellung am Fluss Santerno zurückzunehmen. Am äußersten südlichen Rand der Angriffsfront gingen am 10. April die italienische Kampfgruppe Friuli, die Jüdische Brigade und Truppen des polnischen II. Korps vergeblich gegen den von der 1. und 4. Fallschirmjäger-Division gehaltenen Frontabschnitt vor. Zum Ende des Tages war es der 8. Armee gelungen einen zwei bis vier Kilometer tiefen Brückenkopf auf 30 km Frontlänge zu errichten. Etwas mehr als 24 Stunden nach Beginn der Operation Buckland hatten die am linken und zentralen Verteidigungsbereich stehende 42. Jäger-Division, 362. und 98. Infanterie-Division etwa 2200 Ausfälle, vor allem in Gefangenschaft geratene Soldaten, zu verzeichnen:136–137
Am 11. April landeten Truppen der britischen 56. Infanterie-Division südöstlich von Argenta, während die italienische Kampfgruppe Cremona an der Strada Statale 16 Adriatica westlich von Alfonsine gegen die deutschen Stellungen vorrückte. Im mittleren Angriffsbereich gelang es Indern und Neuseeländern bei Massa Lombarda trotz des Gegenangriffes einiger Panzerkampfwagen VI Tiger der schweren Panzerabteilung 504 auch in die zweite deutsche Verteidigungslinie am Santerno einzubrechen. Südlich davon mussten die 278. Volksgrenadier- und die 1. Fallschirmjäger-Division sich hinter den Santerno zurückziehen, während die Jüdische Brigade und die italienische Kampfgruppe Friuli den Senio überschritten. Am 12. ließ der Schwung des alliierten Angriffes etwas nach. Am Reno leistete die zu Hilfe geeilte 29. Panzergrenadier-Division mit einigen Bataillonen der Xª MAS unter schweren Verlusten heftigen Widerstand. Mit der britischen 78. Infanterie-Division wurde eine frische Division nördlich von Lugo an die Front geworfen, die in diesem Abschnitt unter anderem von der schweren Panzerjäger Abteilung 525 verteidigt wurde. Mit dem Einsatz von Reserven versuchte die deutsche Heeresleitung den Vormarsch der Alliierten zu verlangsamen, um damit Zeit für die Heranführung größerer Reserven hinter der Paulastellung am Fluss Sillaro zu gewinnen. Ein Gegenangriff der 26. Panzer-Division mit dem die Alliierten hinter den Santerno zurückgeworfen werden sollten scheiterte, und am Abend des 12. April war man gezwungen sich in die Ausgangsstellungen zurückzuziehen. Noch am gleich Tag fiel Massa Lombarda in die Hände der Alliierten, während im südlichen Angriffsabschnitt die deutschen Fallschirmjäger mit Gegenangriffen den Vormarsch aufhalten konnten. Der für den 12. April geplante Angriff der 5. US-Armee im Apennin musste wegen schlechter Sicht und der damit bedingten fehlenden Luftunterstützung verschoben werden.:143–157

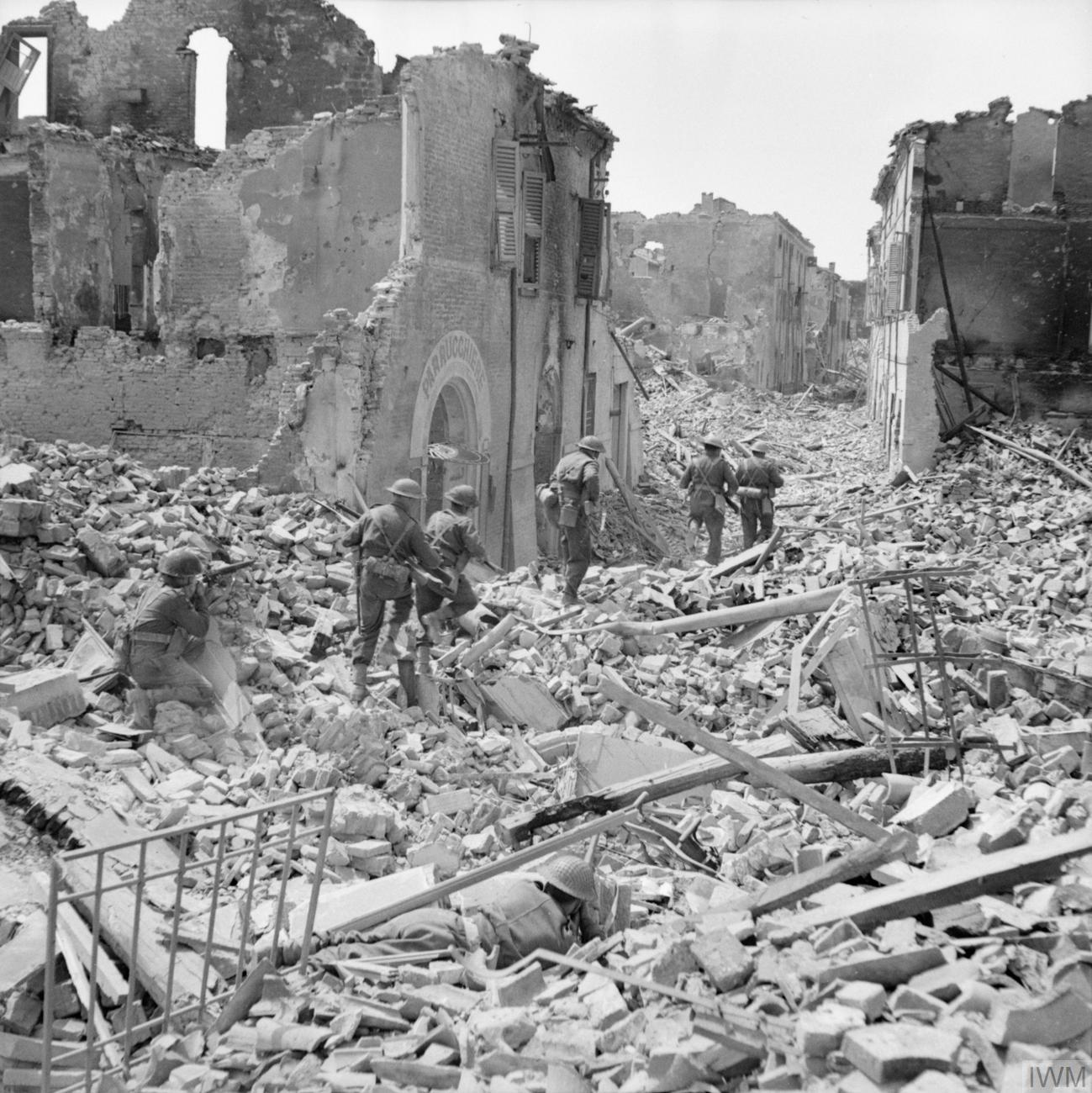
Britische Truppen der 78. Infanterie-Div. im zerstörten Argenta (18. April 1945)

Am 13. April griffen die Alliierten das von der 29. Panzergrenadier-Division verteidigte Argenta an. Bei dem Angriff zerstörten deutsche Panzer zahlreiche Fantails und verursachten hohe Verluste bei der angreifenden britischen 56. Infanterie-Division. Zugleich verteidigten die Reste der 42. Jäger-Division den Bereich südlich von Argenta bei der strategisch wichtigen Brücke über den Reno bei Bastia, so dass sich der Vormarsch der Alliierten in der Argenta-Lücke verlangsamte. Die Verzögerung bei Argenta veranlasste die Briten, die britische 78. Infanterie-Division, die die indische 8. Infanterie-Division abgelöst hatte, ebenfalls auf Argenta vorrücken zu lassen. Während der italienischen Kampfgruppe Cremona südlich der britischen 56. Infanterie-Division der Übergang über den Santerno gelang, setzte die 362. Infanterie-Division bei Massa Lombarda mit Sturmgeschützen, Nebelwerfern und unterstützt von Panthern der 26. Panzer-Division zu einem Gegenangriff an. Südlich davon gelang es dem polnischen II. Korps bis an den Stadtrand von Imola vorzustoßen. Im hügeligen Gelände südlich von Imola gingen die Italiener der Kampfgruppen Friuli und Folgore auf die von der 1. und 4. Fallschirmjäger-Division hart verteidigte Laurastellung vor.:164–169

### Beginn der Operation Craftsman
Am Morgen des 14. April begann nach zweitägiger wetterbedingter Verspätung mit der Operation Craftsman der Angriff der 5. US-Armee im Apennin südwestlich von Bologna. Nach vorbereitenden Luftschlägen gegen die deutschen Linien im Raum Rocca di Roffeno, Monte Pigna ging General Truscott mit dem IV. Korps zum Angriff über. Fast 400 Geschütze eröffneten das Feuer auf Rocca di Roffeno dem Eckpfeiler der deutschen Verteidigung. Nach halbstündigem Sperrfeuer trat die 10. US-Gebirgsdivision zum Angriff gegen die von der 334. Infanterie-Division gehaltene Höhe an, die am Nachmittag nach schweren Verlusten eingenommen wurde. Östlich davon ging die 1. US-Panzer-Division im Renotal vor, das von der 94. Infanterie-Division verteidigt wurde. Im Bereich des II. US-Korps tastete sich die südafrikanische 6. Panzer-Division vor, um bessere Ausgangsstellungen für den nächsten Tag einzunehmen. Am äußersten linken Angriffsflügel der 5. Armee griffen die Truppen des brasilianischen Expeditionskorps das von der 114. Jäger-Division gehaltene Montese an und zwangen die Verteidiger nach heftigen Kämpfen am Nachmittag zum Rückzug. Währenddessen bombardierten alliierte Luftstreitkräfte die Stellungen der als Reserve zurückgehaltenen 90. Panzergrenadier-Division bei Montepastore und Vignola südwestlich von Sasso Marconi. Am gleichen Tag gelang es der britischen 8. Armee im rechten Angriffsbereich zwischen Reno und der Via Emilia über den Reno zu setzen und Richtung Argenta vorzurücken, während die Neuseeländer den Sillaro überschritten und einen Brückenkopf am westlichen Sillaro-Ufer errichteten. Im südlichen Angriffsabschnitt der 8. Armee betraten polnische Truppen die von der Wehrmacht geräumte Stadt Imola. Nach Analyse der Lage bat Vietinghoff um Erlaubnis, sich zurückziehen zu dürfen, was von Hitler abgelehnt wurde.:179–183
Am 15. April erreichten erste Einheiten der 8. Armee den Weiler Bastia südlich von Argenta, während die neuseeländische 2. Infanterie-Division im Laufe des Tages den Sillaro überschritt und die 278. Volksgrenadier-Division bis zum Abend zum Rückzug zwang. Auch den Truppen des polnischen II. Korps gelang die Überschreitung des Sillaro, die daraufhin in Richtung Medicina vorrückten. Im Sillaro-Tal südlich von Castel San Pietro Terme leisteten die deutschen Fallschirmjäger heftigen Widerstand gegen die angreifenden italienische Kampfgruppe Friuli. Im Bereich der 5. US-Armee setzte das IV. Korps seinen Angriff fort und besetzte unter anderem nach heftigem Häuserkampf Vergato im Reno-Tal. Östlich des Reno-Tals setzte das II. US-Korps nach vorbereitenden Luftangriffen auf die deutschen Verteidigungsstellungen ebenfalls zum Angriff an. Bei Einbruch des Abends hatten die im Raum Reno-Tal stehenden 8. Gebirgs-Division sowie die 94. Infanterie-Division die Reserven bereits aufgebraucht, ohne den Angriff der US-Amerikaner aufgehalten zu haben.:190–196

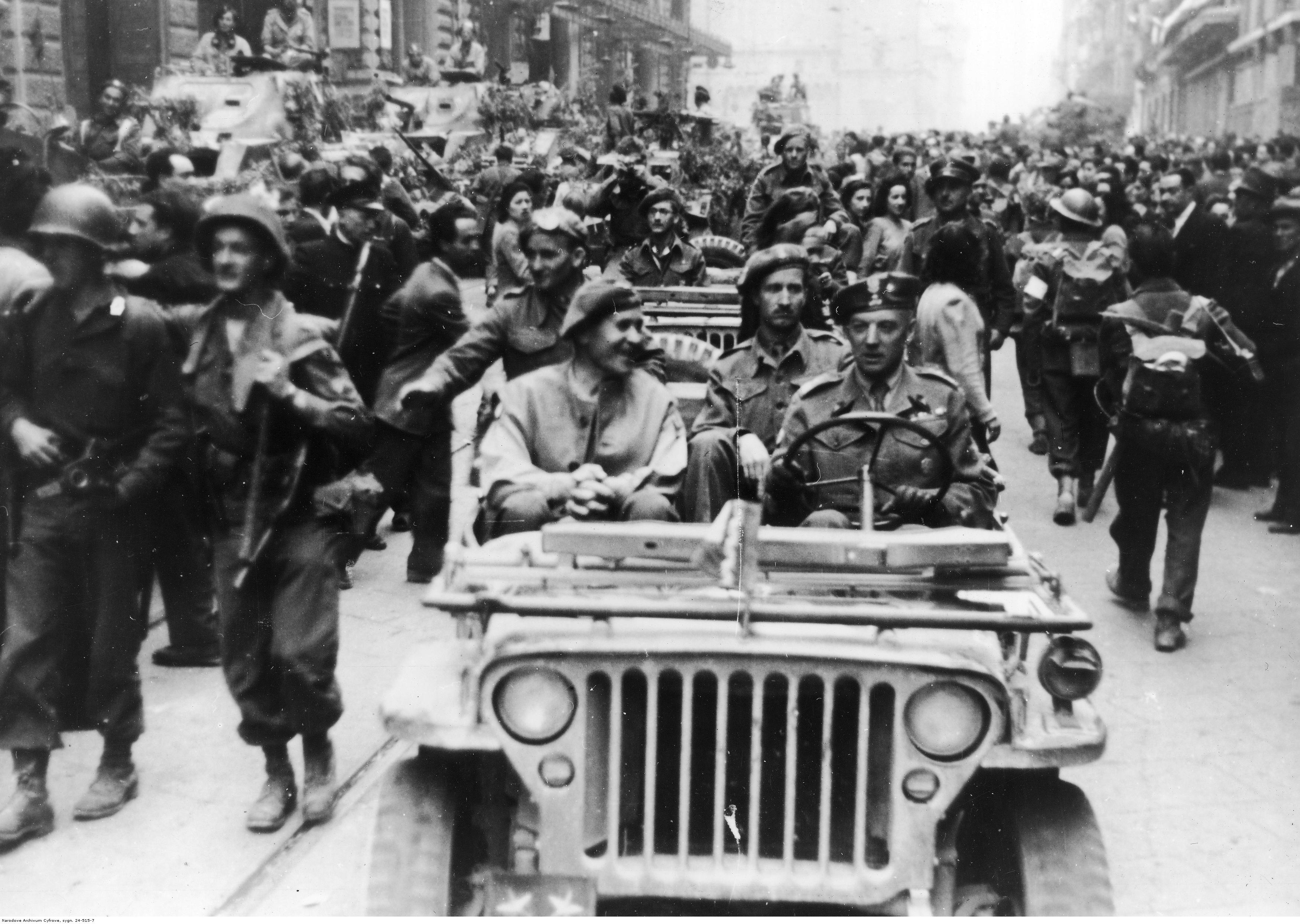
Das polnische II. Korps in Bologna (21. April 1945)

Am 16. April begann die entscheidende Schlacht um das von der 29. Panzergrenadier-Division gehaltene Argenta. Nach verlustreichen Kämpfen gelang es der britischen 56. Infanterie-Division am Abend Argenta von drei Seiten einzuschließen. Zur Verstärkung wurde die 26. Panzer-Division nach Argenta verlegt. Zugleich begannen sich die Alliierten auf die völlige Einschließung der Kleinstadt vorzubereiten. Am Abend konnten Gurkhas der indischen 10. Infanterie-Division das von der 4. Fallschirmjäger-Division gehaltene Medicina südwestlich von Argenta einnehmen, während entlang der Via Emilia die Polen Richtung Castel San Pietro Terme vorrückten. Die Italiener der Kampfgruppe Friuli waren dagegen südlich davon von Gegenangriffen der 1. Fallschirmjäger-Division aufgehalten worden. Im Bereich der 5. Armee setzte das IV. Korps seine Angriffe in den Ausläufern des Apennin westlich des Reno fort.:204–211
Am 17. April gelang dem britischen V. Korps die Einnahme der schwer umkämpften Kleinstadt Argenta. An der Annastellung am Torrente Gaiana westlich von Castel San Pietro Terme kam es zu schweren Kämpfen zwischen deutschen Fallschirmjägern und dem polnischen II. Korps. Im Apennin warfen die Deutschen ihre letzten Reserven gegen das vorrückende IV. US-Korps, konnten den Angriff zwar verlangsamen aber nicht aufhalten. Nach der Einnahme von Argenta gelang es den Alliierten trotz des anhaltenden deutschen Widerstandes und deutscher Gegenangriffe am 18. April weiter vorzurücken. Westlich der SS 16 konnten die Angriffe der Alliierten von der 42. Jäger-Division dagegen aufgehalten werden. Zur Verstärkung des Abschnittes nördlich von Argenta wurden Reserven der 98. Infanterie-Division und der 26. Panzer-Division nach San Nicolò Ferrarese südöstlich von Ferrara verschoben. Die 8. Armee verstärkte ihrerseits ihre Angriffsspitzen mit der britischen 6. Panzer-Division. Am Torrente Gaiana gelang es nach intensiver Artillerievorbereitung im letzten breit angelegten Angriff des Italienfeldzuges den Neuseeländern der 2. Division in die von deutschen Fallschirmjägern verteidigte Paulastellung einzubrechen und 3 km weit vorzustoßen. Auch die südlich angrenzenden Polen des II. Korps und die Italiener der Kampfgruppe Friuli rückten trotz des heftigen Widerstandes der Fallschirmjäger vor. Im Apennin näherte sich die 5. US-Armee dem Rand der Po-Ebene. Die Spitzen des II. US-Korps erreichten am Abend Pianoro im Savena-Tal und lagen damit nur noch etwa 10 km vor dem Stadtrand von Bologna. Das westlich davon vorgehende IV. US-Korps setzte den Vormarsch ebenfalls weiter fort, so erreichten die Spitzen der 1. US-Panzer-Division trotz des heftigen Widerstandes der 334. Infanterie-Division das nordwestlich des Reno-Tals gelegene Samoggia-Tal bei Savigno. Östlich des Reno trafen die Alliierten auf weniger Widerstand, da die Deutschen sich hier bereits zurückzuziehen begannen.:219–238
Mit dem Fall des von der 29. Panzergrenadier-Division verteidigenden Portomaggiore 25 km südöstlich von Ferrara am Abend des 19. April durch die britische 78. Infanterie-Division war der Durchbruch durch die deutschen Verteidigungslinien bei Argenta erfolgreich zu Ende geführt worden. Dem deutschen LXXVI. Panzerkorps gelang es trotz des Einsatzes von fünf Divisionen nicht, den Vormarsch der britischen 8. Armee auf Ferrara und den Po aufzuhalten. Am gleichen Abend brach der letzte erbittert geleistete Widerstand der deutschen Fallschirmjäger an der Paulastellung am Torrente Gaiana zusammen. Auch ein von der 278. Volksgrenadier-Division vorgetragener Gegenangriff unterstützt von einigen Tigern der schweren Panzerabteilung 504 konnte den Vormarsch der indischen 10. Infanterie-Division nach Budrio nicht mehr aufhalten. Nur am äußersten linken Angriffsflügel der 8. Armee leisteten Teile der 1. Fallschirmjäger-Division in der hügeligen Landschaft des Apennins nach wie vor dem angreifenden polnischen II. Korps sowie der italienischen Kampfgruppen Friuli und Folgore Widerstand. Im Angriffsbereich der 5. US-Armee erreichten am gleichen Tag mit der 10. US-Gebirgs-Division die ersten US-amerikanischen Truppen den südlichen Rand der Po-Ebene.

### Zusammenbruch der deutschen Front
Angesichts der immer aussichtsloseren Lage gab Generaloberst Vietinghoff am 20. April von seinem Hauptquartier in Recoaro aus den Befehl zum allgemeinen Rückzug aus dem Raum Bologna. Damit setzte er sich, mit der Hoffnung, die vollständige Vernichtung der Heeresgruppe C zu vermeiden, über die Anweisungen aus Berlin hinweg, die ihn zum Aushalten zwangen. Der nun folgende Rückzug der Wehrmacht nach Norden erfolgte ungeordnet, zum Großteil ohne Verbindungen zu den Verbänden und unter dem Druck der nachrückenden Alliierten. Um noch mehr Verwirrung hinter den deutschen Linien zu stiften, wurden am 20. April mit der Operation Herring italienische Fallschirmjäger der Fallschirmjäger-Division Nembo südlich des Po bei Mirandola und Sant’Agostino abgesetzt. Letztere sollten mit Gruppen der Resistenza den deutschen Rückzug verlangsamen. Am gleichen Tag überschritten Truppen der britischen 8. Armee den Idice, dabei stießen sie nur noch auf sporadischen Widerstand. Die Deutschen hatten auf die Verteidigung der sogenannten Dschingis-Khan-Stellung bereits weitgehend verzichtet.
Der Rückzugsbefehl hatte zur Folge, dass die bislang relativ ruhige Front an der tyrrhenischen Küste ebenfalls in Bewegung geriet und sich die dort liegenden deutschen und national-republikanischen Truppen in Richtung Norden abzusetzen begannen.

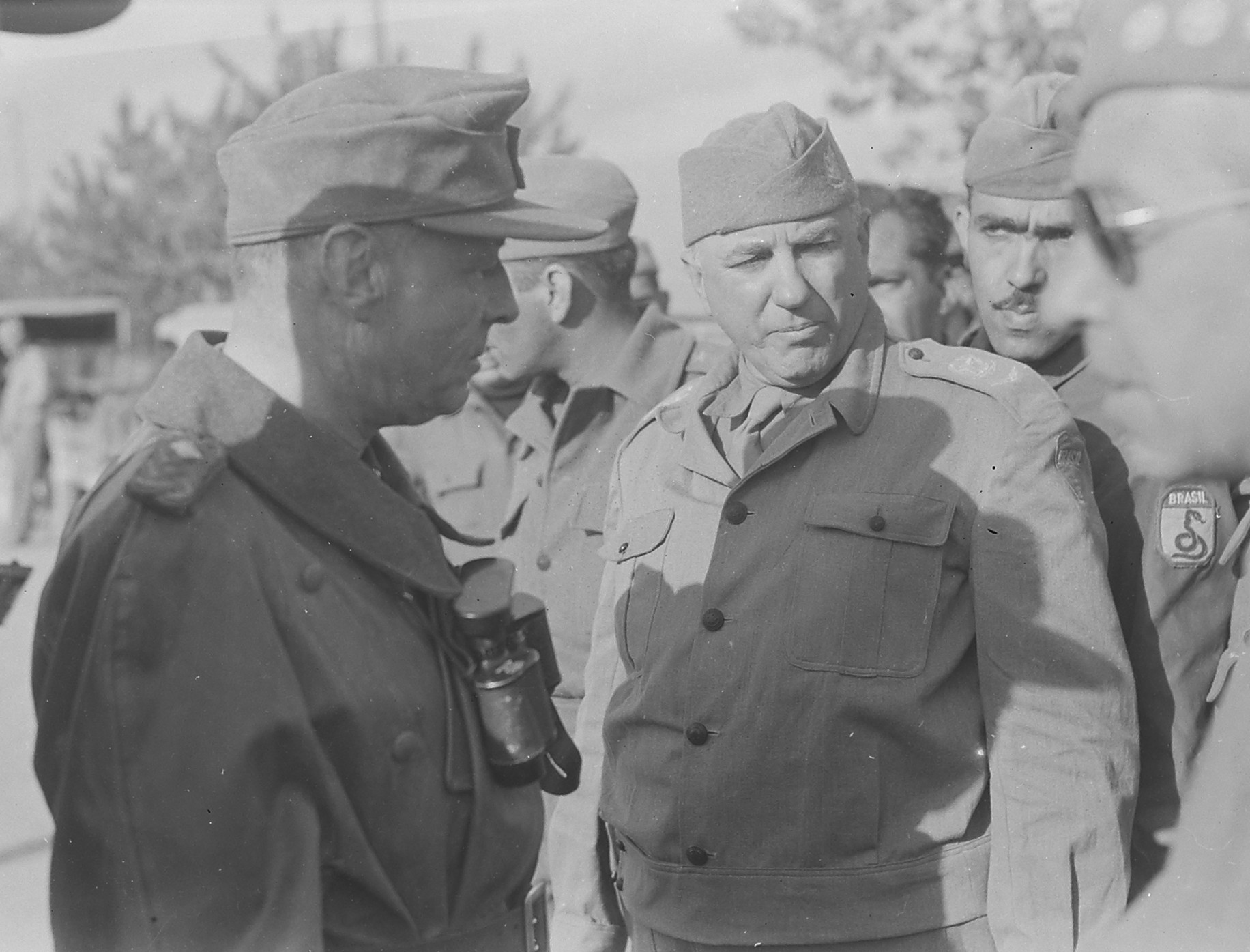
29. April 1945: Generalleutnant Fretter-Pico der 148. Infanterie-Division ergibt sich in Fornovo di Taro General Olímpio Falconièri vom brasilianischen Expeditionskorps in Europa (FEB).

Am 21. April rückten die Alliierten entlang der SS 16 Richtung Ferrara und östlich davon am Volano di Po, einem Po-Arm, vor. Auch an der Adriaküste kam die Front wieder in Bewegung, Comacchio wurde befreit, nachdem die 162. (Turk.) Infanterie-Division sich nach Norden abgesetzt hatte. Aufgrund der wenigen Übergänge am Idice verlangsamte sich dort der Vormarsch, der von deutschen Nachhuten, die den Abzug der eigenen Truppen decken sollten, immer wieder aufgehalten wurde. Um 6 Uhr früh betraten Truppen des polnischen II. Korps Bologna, gefolgt von Italienern der Kampfgruppe Friuli. Am gleichen Tag umgingen die Neuseeländer Bologna im Norden und trafen sich mit Verbänden der 5. US-Armee. Während das brasilianische Expeditionskorps am linken Angriffsflügel im Tal des Panaro vorrückte, erreichte die 1. US-Panzer-Division am Nachmittag des 21. April ebenfalls die SS 9. Zu diesem Zeitpunkt hatte die 10. US-Gebirgsdivision bereits die Verfolgung der zum Po zurückströmenden deutschen Truppen aufgenommen und die Spitzen der Division den Panaro überschritten und Bastiglia nordwestlich von Modena besetzt.:279–283
Am 22. April erreichten die britische 78. Infanterie-Division und die indische 8. Infanterie-Division den Stadtrand von Ferrara. Bei Finale Emilia stauten sich an der Panaro-Brücke zurückflutende deutsche Verbände, die sich mit der südafrikanischen 6. Panzer-Division und der 88. US-Infanterie-Division heftige Kämpfe lieferten, die bis zum Tag darauf anhielten. Dabei wurden große Teile der 65. und der 305. Infanterie-Division aufgerieben und vernichtet. Am Abend des 22. erreichten die Spitzen der 10. US-Gebirgsdivision das südliche Po-Ufer bei San Benedetto Po. Der Vormarsch der Alliierten wurde immer wieder durch deutsche Widerstandsnester in den zahlreichen Bauernhöfen der Po-Ebene aufgehalten. Am frühen Morgen des 23. April sprengten die Deutschen die Po-Brücke bei San Benedetto Po. Der 10. US-Gebirgsdivision gelang es trotz des deutschen Abwehrfeuers über den Po zu setzen und den ersten Brückenkopf der Alliierten am nördlichen Po-Ufer zu errichten. Gegen Mittag befreiten Truppen der indischen 8. Infanterie-Division unterstützt von der Resistenza die Stadt Ferrara, während ein anderer Teil der Division die Stadt umging und bis zum Po vorstieß. Nordwestlich von Ferrara wurde der Vormarsch an der Panaro-Brücke bei Bondeno von deutschen Nachhuten aufgehalten.
Im Hauptquartier des Oberbefehlshabers Südwest, zugleich auch Hauptquartier der Heeresgruppe C in Recoaro fand vom 22. auf den 23. April ein Treffen zwischen Heinrich von Vietinghoff, Karl Wolff, Rudolf Rahn und Franz Hofer statt, dem sich im Laufe der Gespräche auch Hans Röttiger, Chef des Generalstabs der Heeresgruppe C, sein Stellvertreter Moll, Eugen Wenner, Adjutant von Karl Wolff und Stabsoffizier Viktor von Schweinitz anschlossen. Nachdem Wolff bereits seit Februar in Geheimverhandlungen in der Operation Sunrise das Terrain bezüglich eines Waffenstillstandes mit den Alliierten in Italien ausgelotet hatte, zögerte Vietinghoff trotz des Zusammenbruchs der deutschen Front die Kampfhandlungen einstellen zu lassen. In zähen Verhandlungen gelang es schließlich Vietinghoff davon zu überzeugen, Heinrich von Schweinitz als Emissär des OB Südwest zu den Alliierten zu entsenden.
In der Nacht vom 23. auf den 24. April gingen bei Felonica und Sermide, zum Teil schwimmend, zum Teil mit kleineren Booten, die Reste der 1. und 4. Fallschirmjäger-Division sowie der 278. Volksgrenadier-Division über den Po. Am 24. räumten als Nachhuten eingesetzte Fallschirmjäger den letzten Brückenkopf am südlichen Po-Ufer.:306–323
Der 25. April läutete die Endphase der deutschen Besetzung Italiens ein. An diesem Tag brach nicht nur die organisierte deutsche Verteidigung zusammen, sondern die Resistenza rief zum allgemeinen bewaffneten Aufstand auf. An der Adriaküste drangen die alliierten Verbände bis zur Po-Mündung vor. Bis zum 25. April waren praktisch sechs deutsche Divisionen aufgerieben worden, die Übrigen hatten wesentlich an Kampfkraft eingebüßt und so gut wie alle schweren Waffen und Fahrzeuge verloren. Mit Erreichen des Pos rückte die britische 8. Armee nach Nordostitalien vor, während die 5. US-Armee mit dem II. Korps über Verona Richtung Brenner vorstieß. Das IV. US-Korps rückte in drei getrennten Angriffsspitzen auf Mailand, Piacenza und Genua vor. Am 26. befreiten die US-Truppen Verona, zwei Tage darauf standen die Alliierten in Genua, Mailand, Vicenza und Venedig. Am 29. April wurde im Schloss von Caserta die Teilkapitulation aller dem Oberbefehlshaber Südwest unterstehenden Truppen unterzeichnet, die am 2. Mai um 12:00 Uhr Greenwich Mean Time in Kraft trat. Zu diesem Zeitpunkt standen die US-Truppen in der Valsugana östlich und im Etschtal südlich von Trient.

## Zeittafel
- 5.–8. Februar 1945
  - Operation Fourth Term, lokal begrenzte Operation der 5. US-Armee an der tyrrhenischen Küste bei Massa
- 1.–3. April 1945
  - Operation Roast, lokal begrenzte Operation der britischen 8. Armee am äußersten rechten Angriffsabschnitt im Bereich Valli di Comacchio
- 5. April 1945
  - Operation Second Wind, Ablenkungsangriff der 92. US-ID an der tyrrhenischen Küste auf Massa und Carrara
- 9. April 1945
  - Operation Buckland, Angriff der britischen 8. Armee auf die deutschen Verteidigungslinie Irmgard am Senio, Beginn der Frühjahrsoffensive am rechten Angriffsabschnitt
- 14. April 1945
  - Operation Craftsman, Angriff der 5. US-Armee im toskanisch-emilianischen Apennin, Beginn der Frühjahrsoffensive am linken Angriffsabschnitt
- 19. April 1945
  - 10. US-Gebirgsdivision erreicht als erster Verband der 5. US-Armee die Via Emilia und damit die Po-Ebene
- 20. April 1945
  - Generaloberst Vietinghoff setzt sich über den Befehl Hitlers hinweg, der ihn zum Aushalten verpflichtet und befiehlt den Rückzug der Heeresgruppe C in Richtung Alpenfestung.
- 21. April 1945
  - Befreiung Bolognas
- 23. April 1945
  - Befreiung Ferraras.
- 24. April 1945
  - Die letzten deutschen Nachhuten überschreiten den Po
- 25. April 1945
  - Die Resistenza ruft zum allgemeinen Aufstand auf
- 25.–26. April 1945
  - In der Nacht vom 25. auf den 26. April 1945 wird Verona befreit.
- 26. April 1945
  - Befreiung Genuas durch die Resistenza
- 28. April 1945
  - Der einen Tag zuvor auf der Flucht befindliche und von der Resistenza abgefangene Benito Mussolini wird auf Anordnung des CNL hingerichtet.
  - US-Einheiten erreichen Mailand
- 29. April 1945
  - Emissäre des OB Südwest Vietinghoff und des höchsten SS- und Polizeiführers in Italien Karl Wolff, der auch im Auftrag der von den Alliierten nicht anerkannten RSI verhandelt, unterzeichnen in Caserta die Kapitulation der ihnen unterstehenden Truppen.
- 1. Mai 1945
  - Einheiten der jugoslawischen Volksbefreiungsarmee erreichen Triest.
- 2. Mai 1945
  - Die am 29. April unterzeichnete Kapitulation tritt in Kraft.
- 3. Mai 1945
  - Einheiten des brasilianischen Expeditionskorps erreichen Turin
- 4. Mai 1945
  - US-Einheiten erreichen den Brenner.

## Kriegsverbrechen

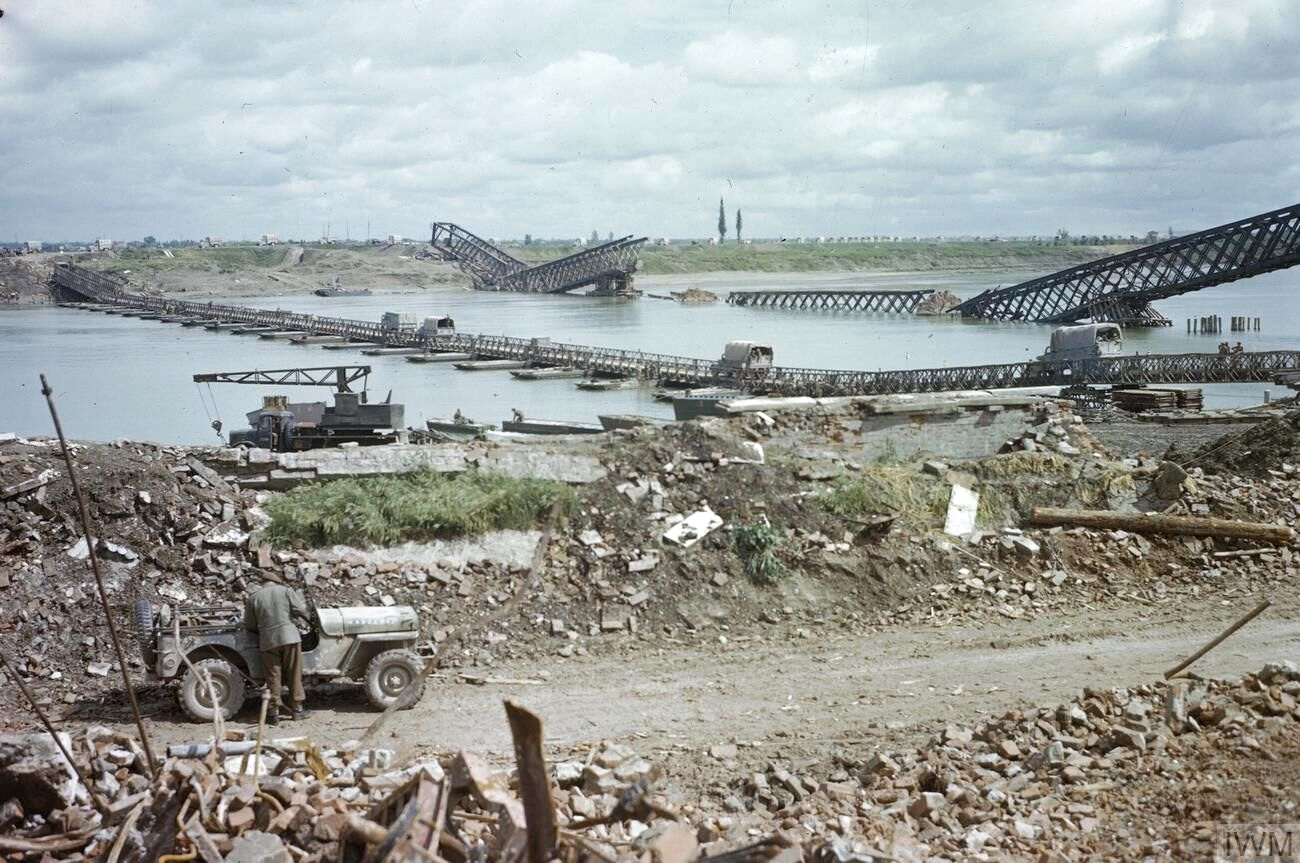
Von den Briten errichtete Bailey-Brücke über den Po bei Pontelagoscuro nördlich von Ferrara (28. April 1945)

Auf ihrem Rückzugsweg Richtung Norden begingen die versprengten Truppen der Heeresgruppe C noch zahlreiche Endphaseverbrechen, in einigen Fällen sogar noch nach der in Kraft getretenen Kapitulation. Zwischen dem 23. April und dem 6. Mai, die Reste der 1. Fallschirmjäger-Division ergaben sich erst am 5. Mai in der Valsugana, kam es in über 270 Fällen zu Übergriffen durch deutsche Truppenangehörige mit einem oder mehreren Toten. Insgesamt waren in dem Zeitraum mehr als 1700 Opfer zu beklagen. Die meisten Opfer, über 840, waren in Venetien zu verzeichnen. Im Piemont waren es über 280, in Friaul-Julisch Venetien knapp 220, in der Lombardei über 190 und im Trentino-Südtirol knapp 170 Tote.
Die von den Alliierten bedrängten deutschen Truppen, die zudem teilweise Angriffen der Resistenza ausgesetzt waren, verübten die Übergriffe unter großem Zeitdruck. Vielfach als Racheakte gegen vermeintliche Partisanenübergriffe oder weil man die Bevölkerung verdächtigte mit der Resistenza zusammenzuarbeiten. Die Übergriffe erfolgten in einer Dynamik, wie sie bereits seit der Besetzung Italiens im September 1943 von den Deutschen verfolgt wurde. Meist wurden die Opfer wahllos aus der Bevölkerung herausgegriffen, auch wenn der Anteil der weiblichen Opfer mit 9,8 % unterstreicht, dass überwiegend die männliche Bevölkerung den Exzessen ausgesetzt war. Etwa ein Drittel der Fälle standen in keinerlei Verbindung mit der Resistenza und stellten reine Gewaltexzesse dar, bei der vielfach wahllos und mit äußerster Brutalität vorgegangen wurde.
Die meisten Opfer mit 125 Toten forderte das Massaker von San Martino di Lupari nördlich von Padua am 29. April 1945 durch Angehörige der 29. Panzergrenadier-Division. Das letzte Massaker auf italienischem Boden wurde drei Tage nach der Kapitulation der Heeresgruppe C am 5. Mai 1945 in Somplago, Ortsteil von Cavazzo Carnico in Friaul-Julisch Venetien verübt, bei dem vier Männer durch Angehörige der 24. Waffen-Gebirgs-(Karstjäger-)Division der SS getötet wurden.